# Schloss Schwarzenraben

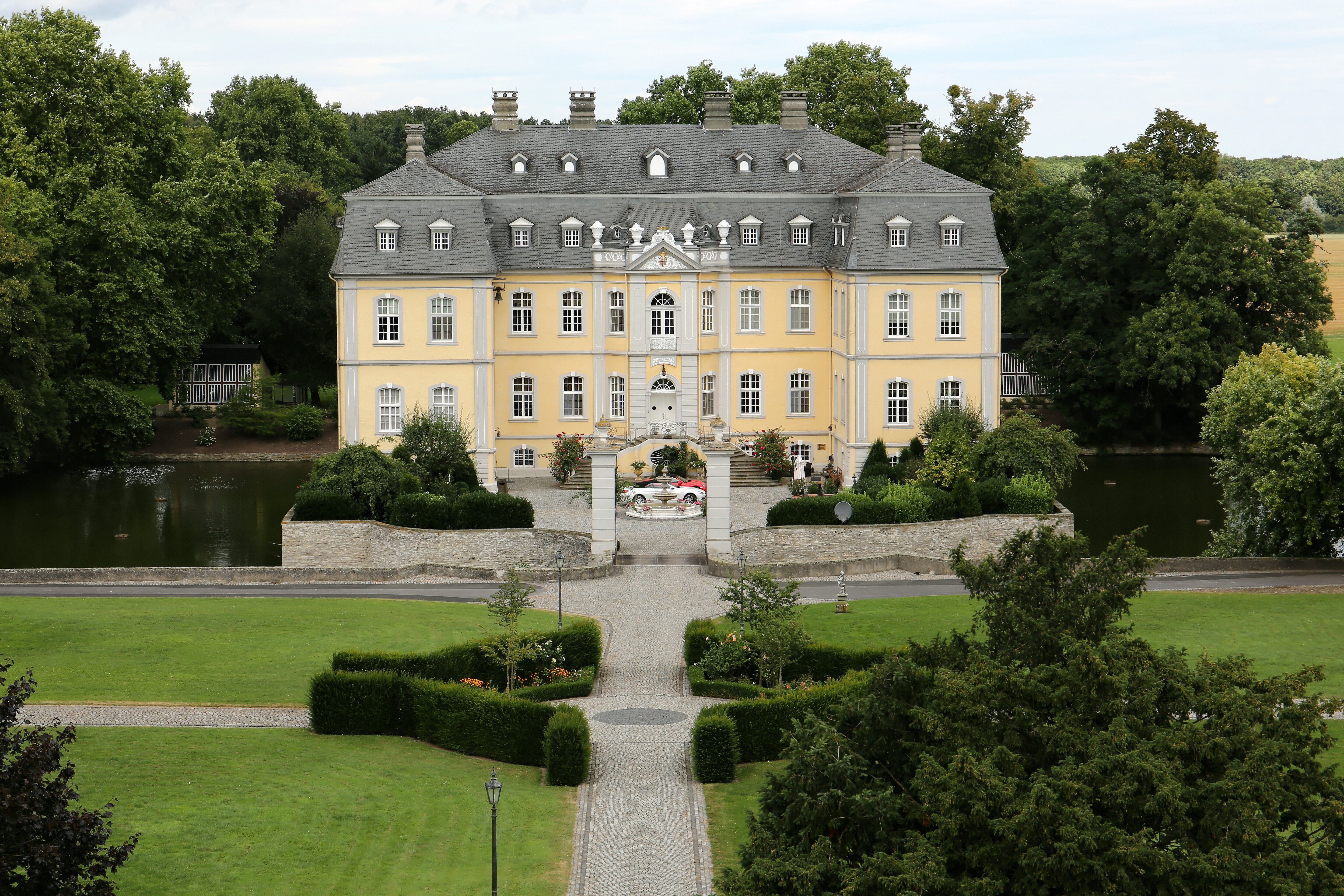
Schloss Schwarzenraben 2015

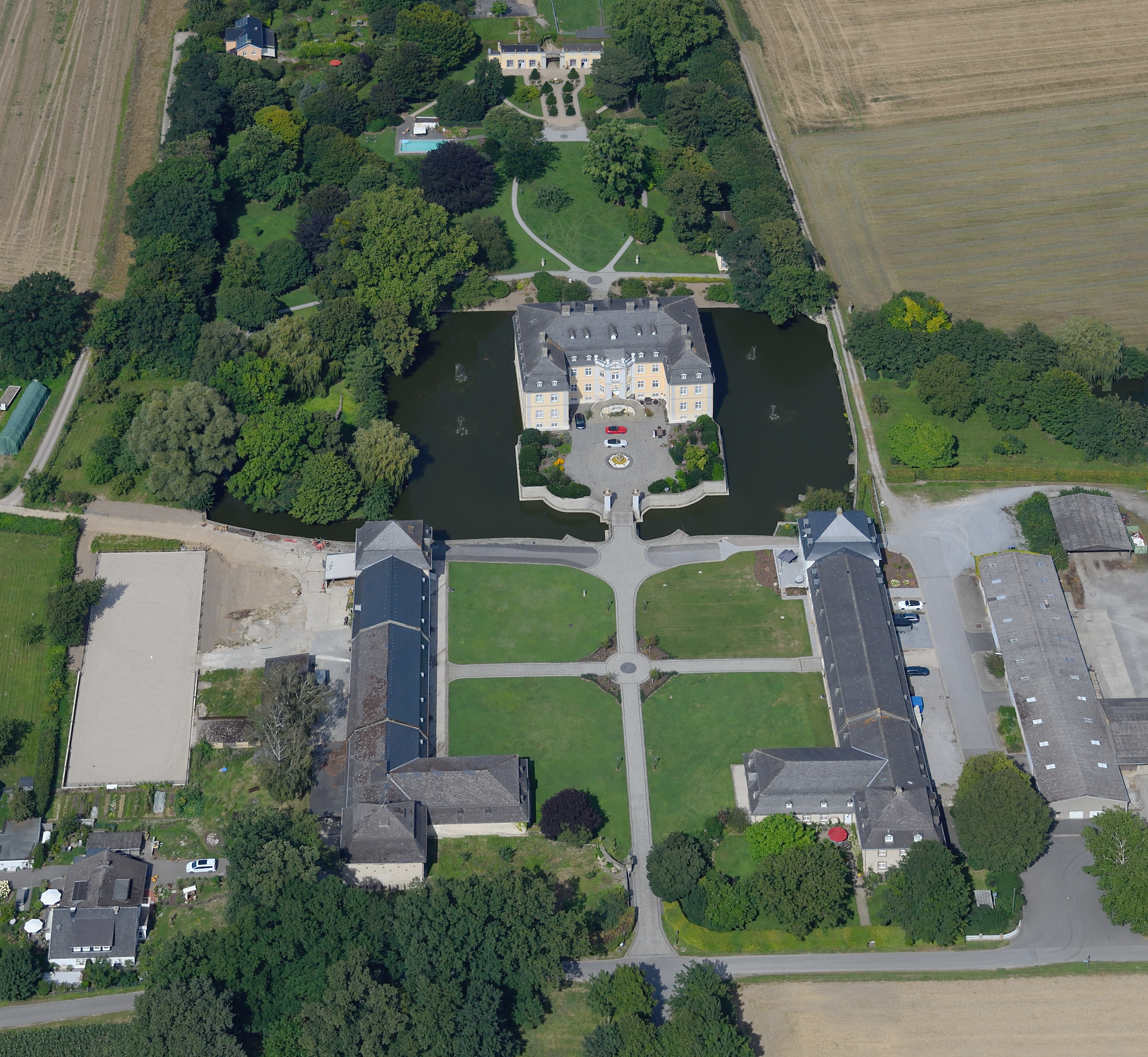
Schloss Schwarzenraben und sein Park aus der Luft gesehen

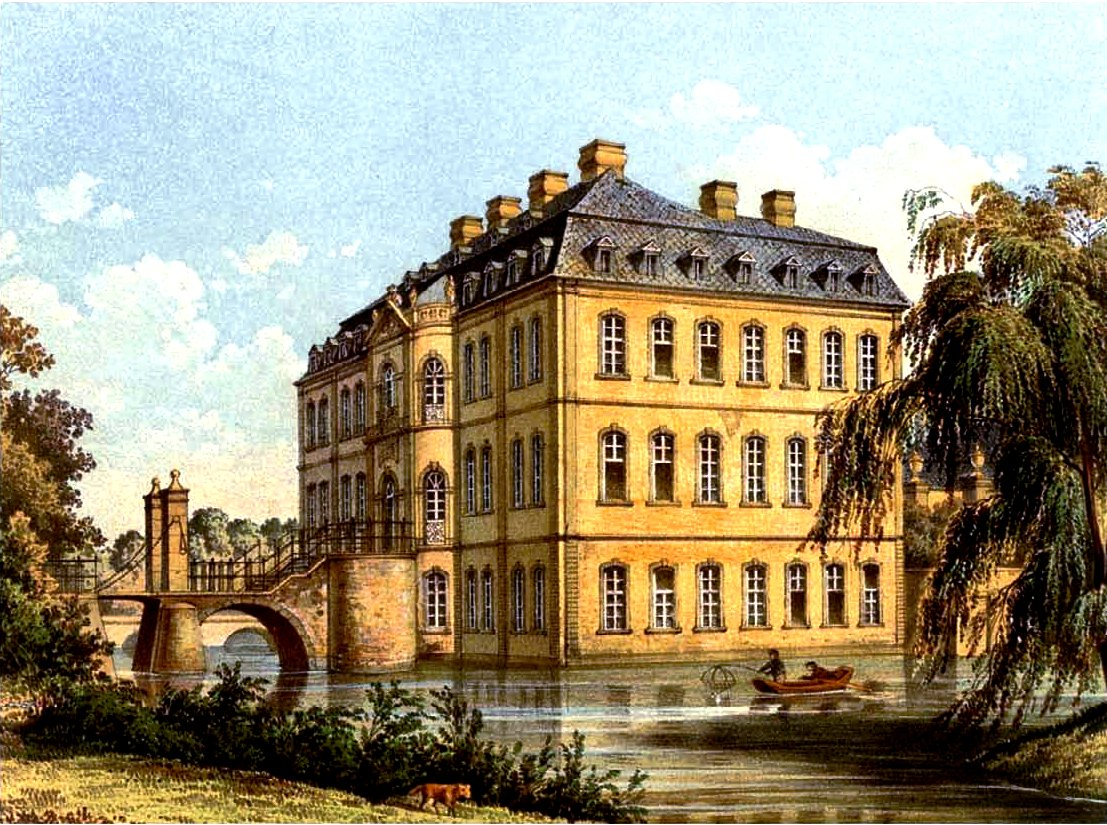
Schloss Schwarzenraben um 1860, Sammlung Alexander Duncker

Schloss Schwarzenraben ist ein barockes Wasserschloss bei Lippstadt-Bökenförde. Es wurde von den Freiherren von Hoerde zwischen 1748 und 1765 nach Plänen von Johann Matthias Kitz erbaut. Restarbeiten erstreckten sich bis 1777.

## Geschichte
Die Siedlung „Wambeke“ wurde 1031 erstmals urkundlich erwähnt, als der Paderborner Bischof Meinwerk bestätigte, dass er dem dortigen Kloster Abdinghof einen Teil seiner Erbgüter, zu denen auch Wambeke gehörte, geschenkt hatte. Der Name bedeutet so viel wie „Siedlung beim wenig Wasser führenden Bach“. Gegen Ende des Mittelalters hatte sich Wambeke durch geschickte Wirtschaftspolitik zu einem isolierten Herrenhof entwickelt und war zu einer Niederungsburg ausgebaut worden. Der Besitz war zweigeteilt und im 15. Jh. an die Familien Boleke und Vrydach als Lehen vergeben.
Alhard von Hoerde erwarb 1510 einen Teil des Wambeke-Hofes, der zweite Teil gelangte 1584 in den Besitz der Familie, so dass ein neuer Familienzweig derer von Hoerde zu Wambeke entstand. Sie nannten ihren Besitz fortan „Schwarzenraben“.
Die Niederungsburg erschien im beginnenden 18. Jh. nicht mehr zeitgemäß, so dass die Familie von Hoerde Mitte der 1740er Jahre Pläne für einen Neubau anfertigen ließ. Schließlich ließ der Landdrost und Geheimrat Ferdinand Friedrich Freiherr von Hörde (1710–1780) den Entwurf des Architekten Johann Matthias Kitz aus Arolsen umsetzten, wobei auch Planungsvorschläge von Franz Christoph Nagel und Johann Leonhard Mauritz Gröninger einflossen. Zwischen 1748 und 1765 entstand das barocke Wasserschloss. Die reichhaltigen Stuckaturen stammen von den Gebrüdern Metz, während prachtvolle Deckengemälde von dem Fresko-Maler Joseph Gregor Winck entstanden.
Die Orangerie im Park wurde erst 1774 fertig gestellt, und auch die Arbeiten an der Schlosskapelle erstreckten sich bis 1777. Auch hier stammen die Stuckarbeiten von den Brüdern Metz, während der Altar vom Bildhauer Anton Joseph Stratmann geschaffen wurde. Bis heute ist sie eine der schönsten Kapellen im Rokoko-Stil in Westfalen.
Die Linie derer von Hörde zu Schwarzenraben erlosch 1846 mit Engelbert Matthias im Mannesstamm. Seine Witwe Kunigunde, geb. Freiin von Asbeck, erbte neben Schwarzenraben auch Schloss Eringerfeld. Sie heiratete 1850 ihren verwitweten Schwager Wilhelm Otto Freiherr von der Decken aus Oldenburg. Dieser brachte eine Tochter mit in die Ehe, sodass sich Kunigunde angesichts der dringenden Nachfolgeregelung dazu entschloss, den gesamten Hörde-Besitz ihrer Stieftochter und zugleich Nichte Marie Kunigunde von der Decken zu überschreiben. Diese heiratete 1863 den Freiherrn Friedrich Clemens von Ketteler aus Thüle. Gemeinsam erwarben sie 1885 das nahe gelegene Schloss Störmede, ebenfalls ein alter Hoerde’scher Sitz. Sie übertrug ihren gesamten Besitz 1922, ein Jahr vor ihrem Tod, an ihren Enkel Wilderich Friedrich Freiherr von Ketteler.
Ein schweres Schicksal ereilte das barocke Wasserschloss, als durch ein vergessenes Bügeleisen am 23. April 1935 ein verheerender Großbrand ausgelöst wurde. Bei dem Brand wurden bei den Bergungsarbeiten der Feuerwehrmann Otto Kersting und der Revierförster Heinrich Mertens durch einen herabstürzenden Kamin getötet. Aufgrund dieses Großbrandes wurde das Feuerlöschwesen landesweit geprüft und reformiert. Die Besitzer Wilderich Freiherr von Ketteler und seine Frau Maria Rosa, geb. Gräfin zu Eltz entschlossen sich dazu, das Schloss, von dem nur die Außenmauern stehen geblieben waren, wieder aufzubauen.

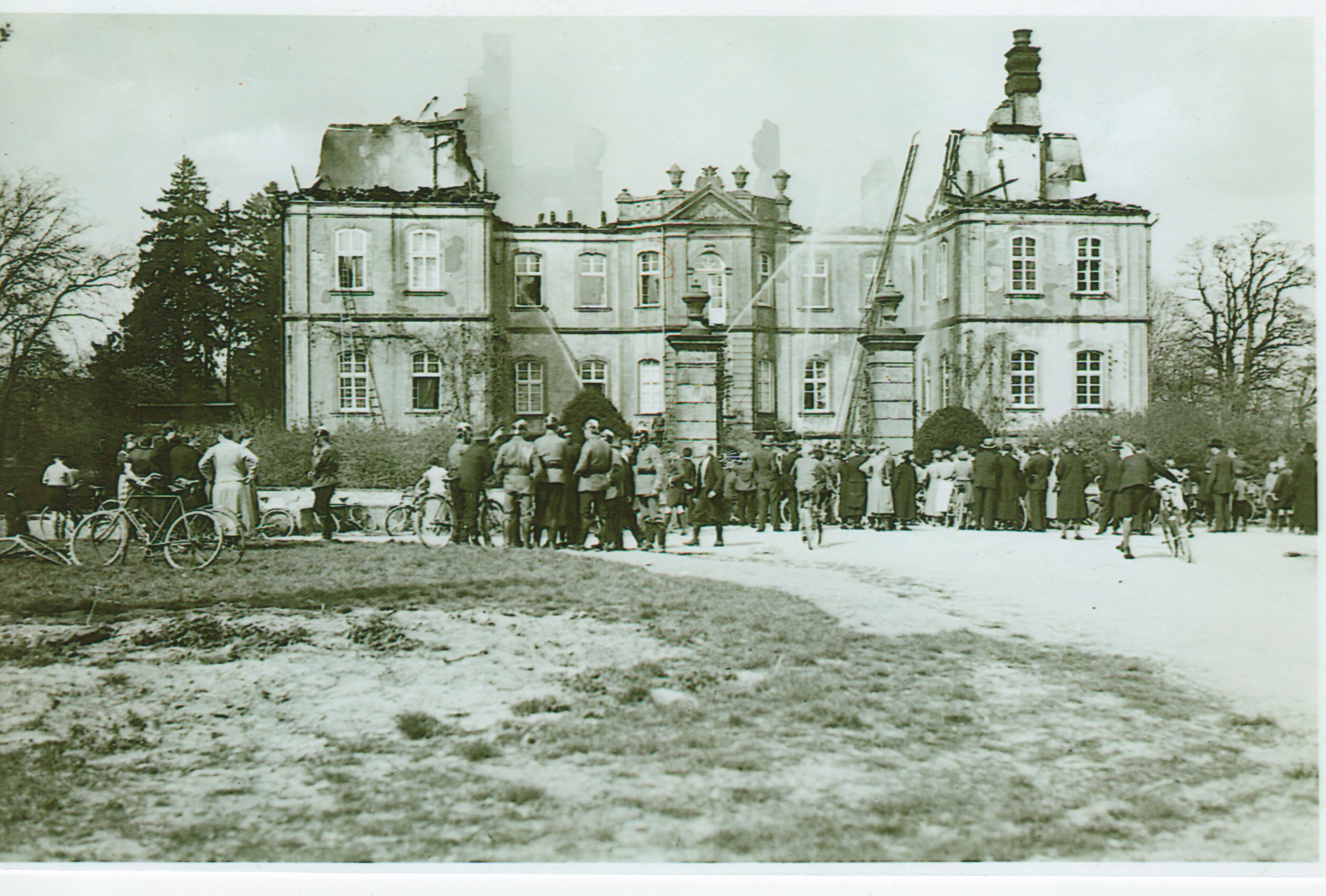
Freiwillige Helfer bergen Einrichtung aus dem Schloss
Schloss Schwarzenraben während der Löscharbeiten

Unter großem finanziellen Aufwand und mit zahlreichen Helfern wurde noch im Katastrophenjahr mit dem Wiederaufbau begonnen. Die Leitung übernahm der Architekt Max Sonnen, der die Stuckarbeiten in den Sälen dem Stuckateur und Bildhauer Karl Brechmann übertrug. Der Künstler Heinrich Landgrebe schuf die Deckenfresken in den Sälen sowie in der Kapelle neu.
1963 gelangte Franz Anton von Ketteler in den Besitz des Gutes. Als große wirtschaftliche Schwierigkeiten auftraten, wurde 1994 die 8000 Bände umfassende Bibliothek und 1995 der Wald- und Landbesitz veräußert, ebenso das Inventar durch Sotheby’s. Das Schloss mit den Vorgebäuden und der Parkanlage wurde 1998 von Otto Drosihn erworben. In den folgenden Jahren erfolgten umfangreiche Restaurierungs- und Renovierungsmaßnahmen, so dass das Schloss heute zu den schönsten Wasserschlössern Westfalens zählt.

Einzelansichten
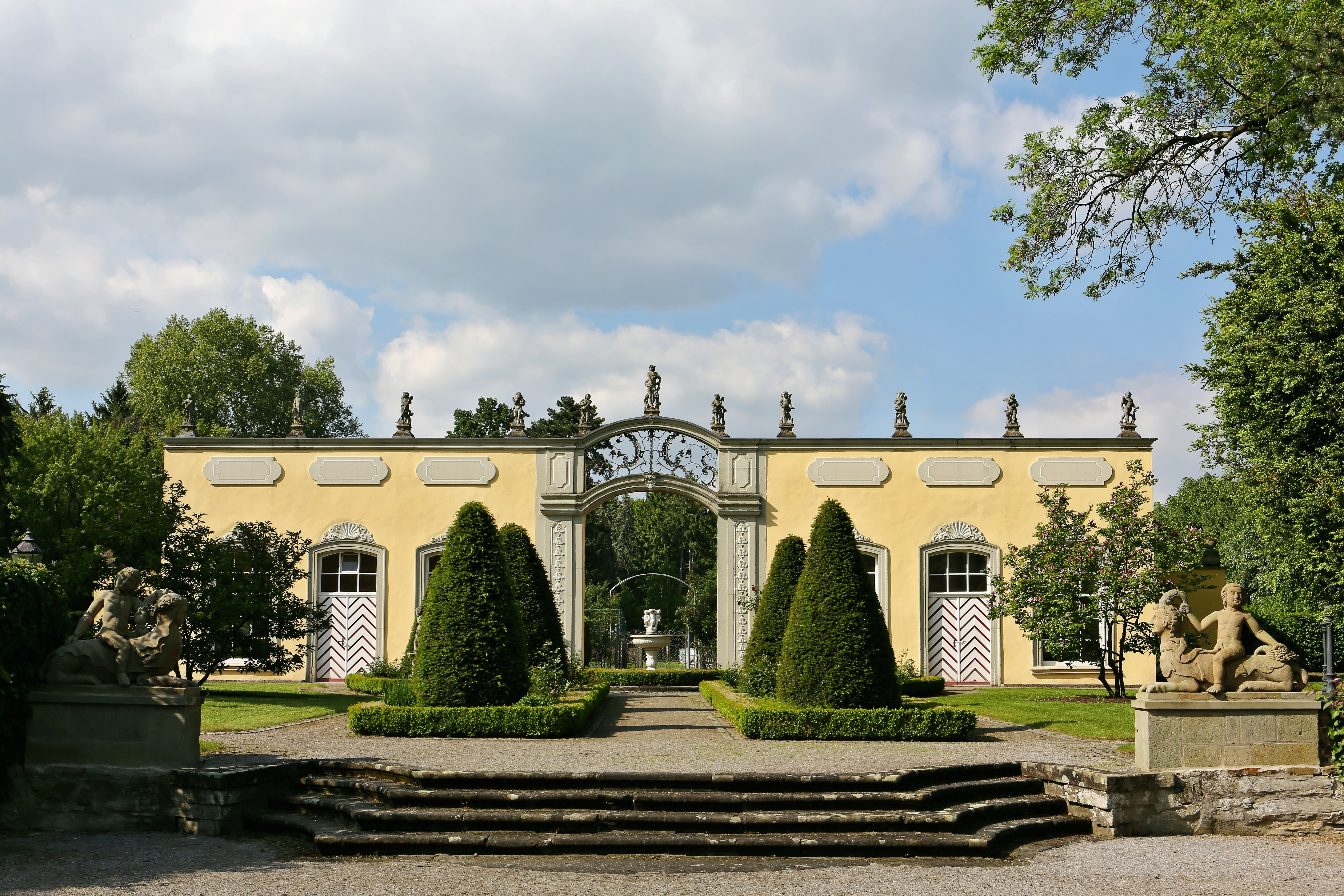
Orangerie
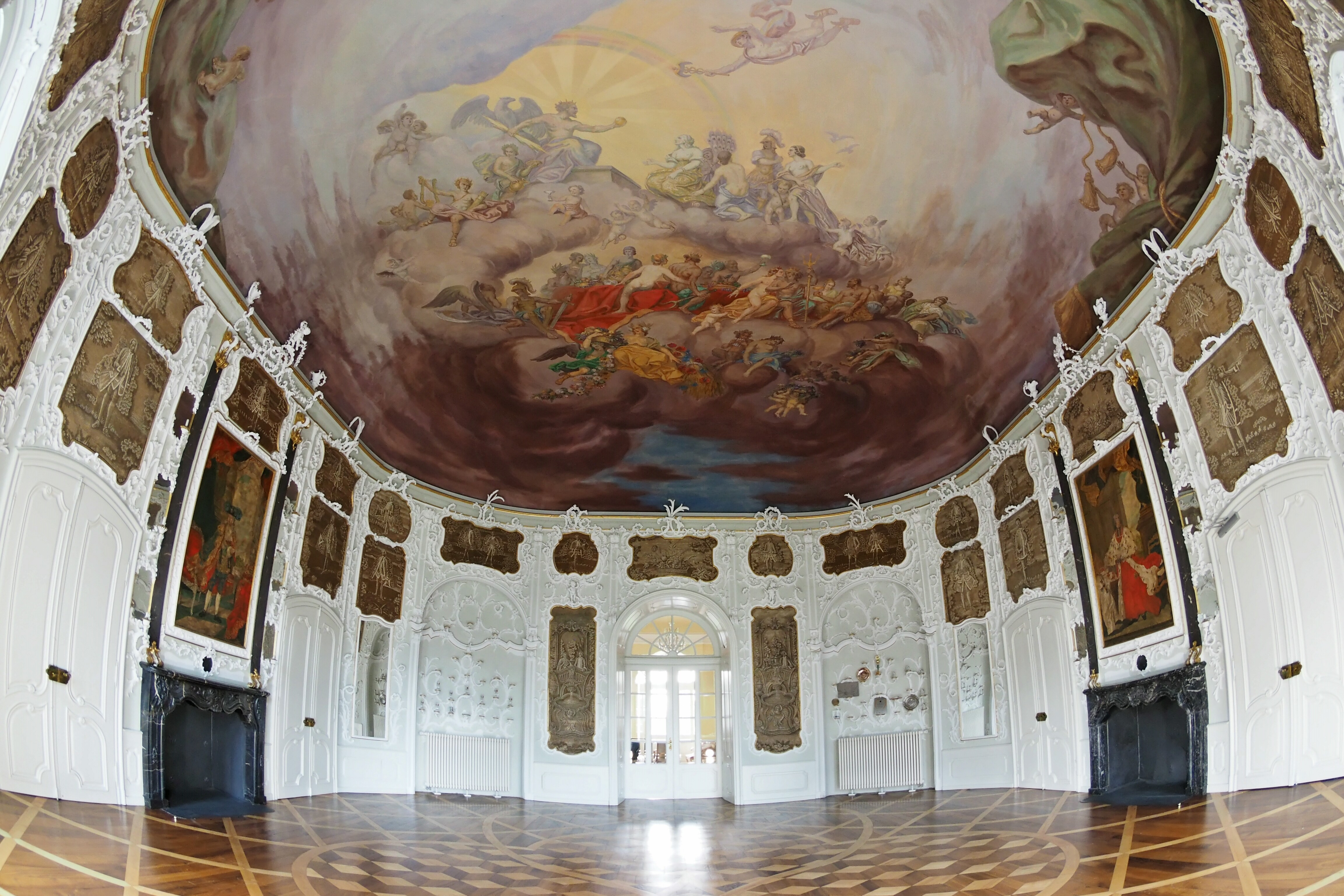
Der große Saal
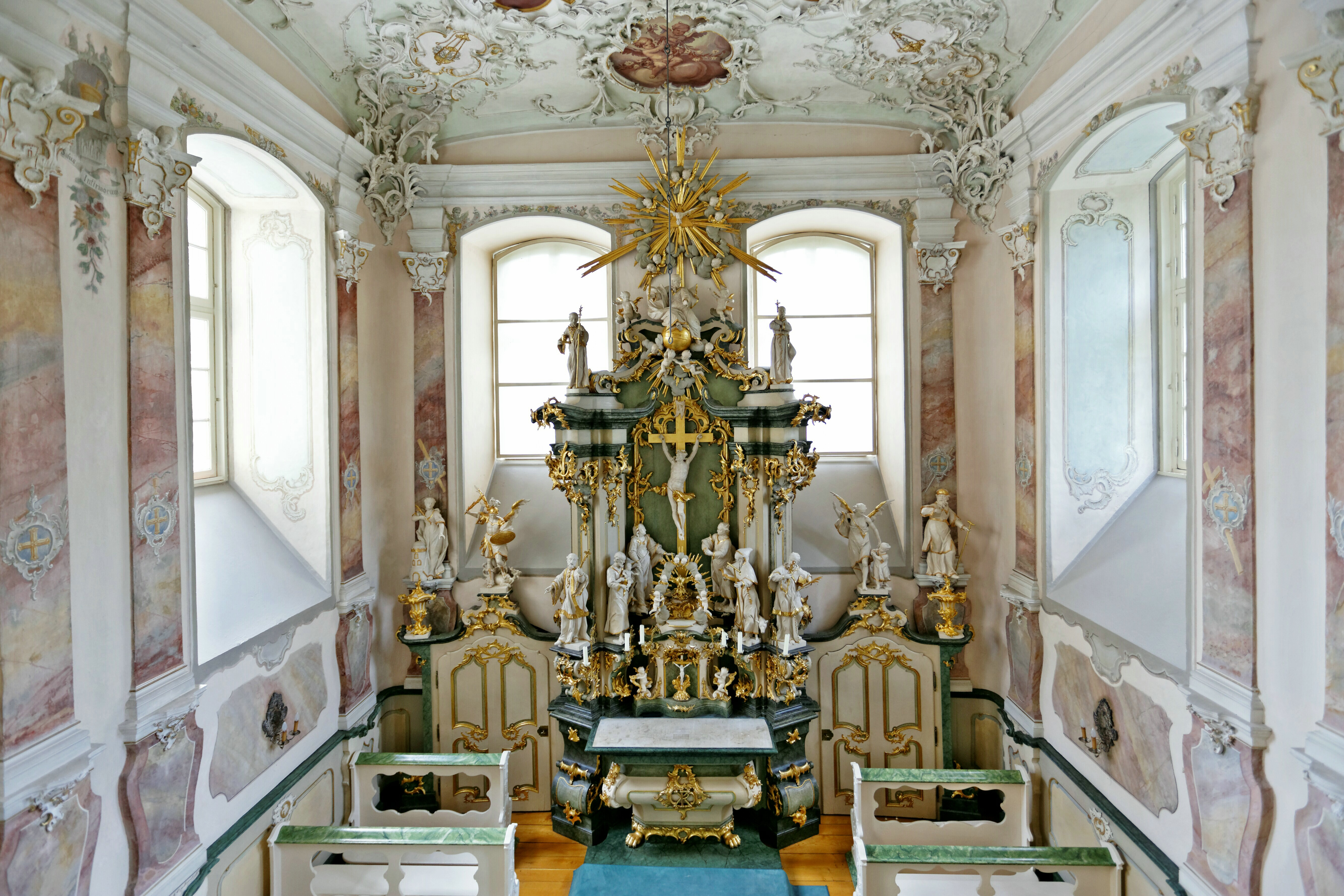
Schlosskapelle
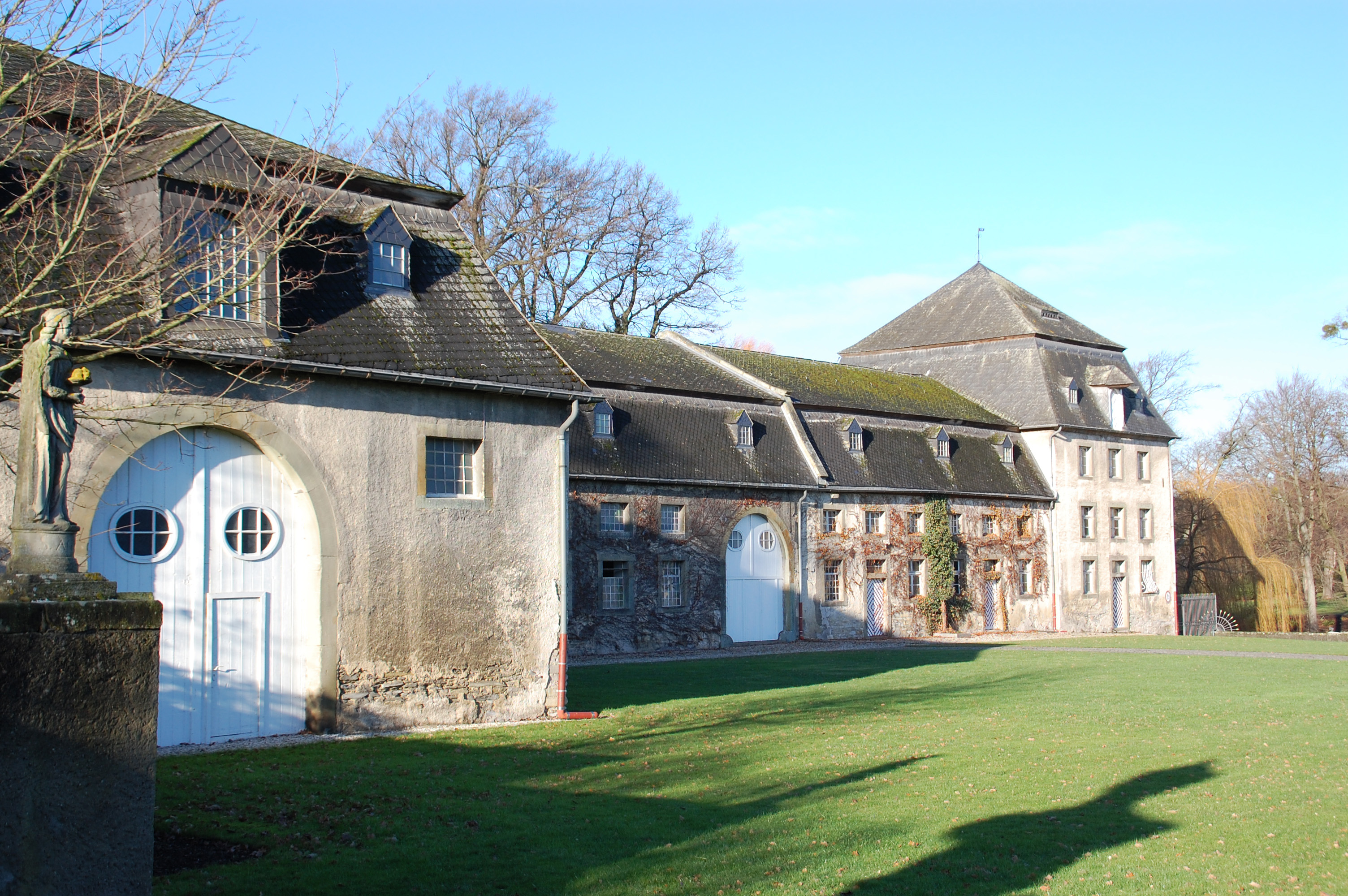
Nebengebäude
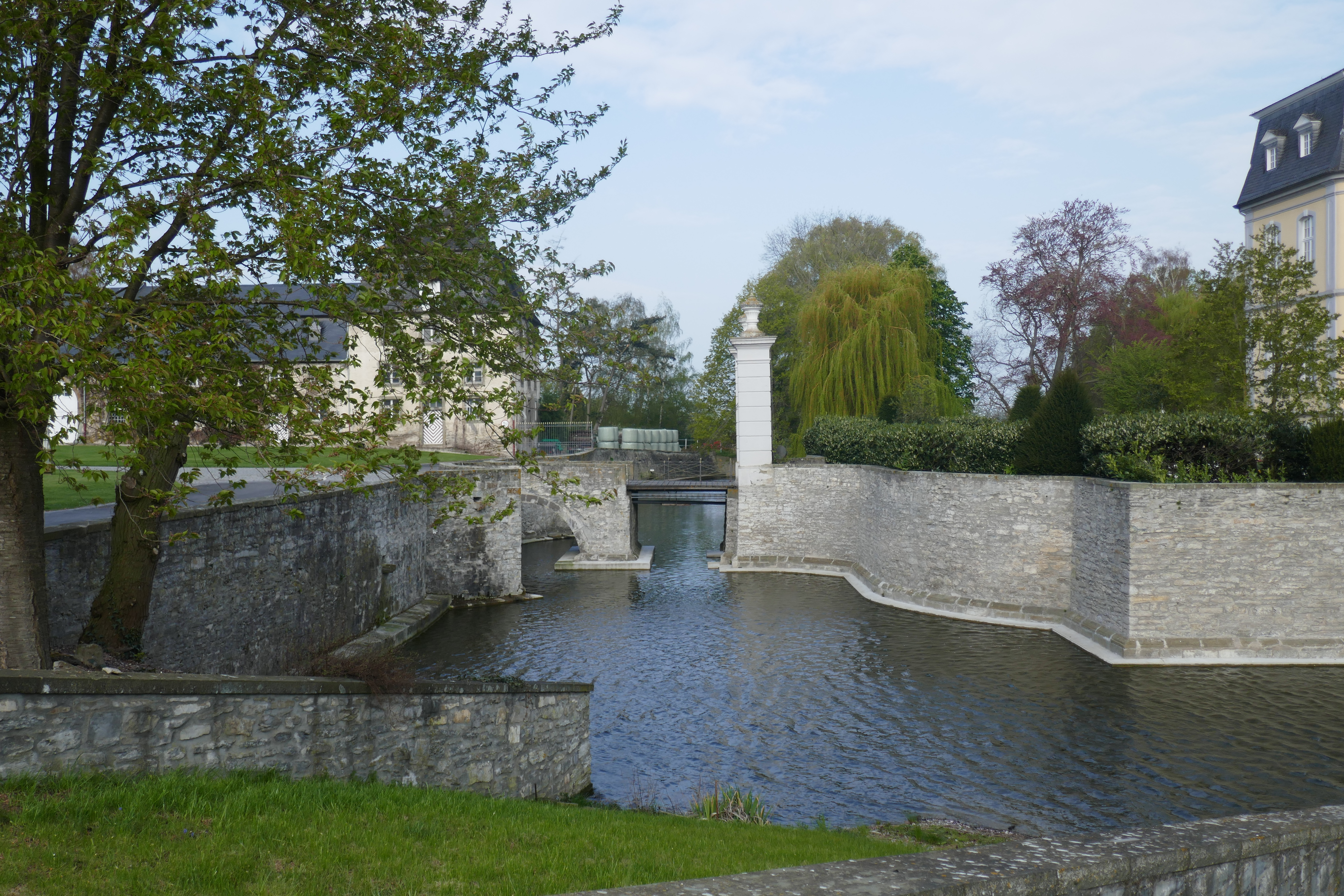
Brücke über Gräfte
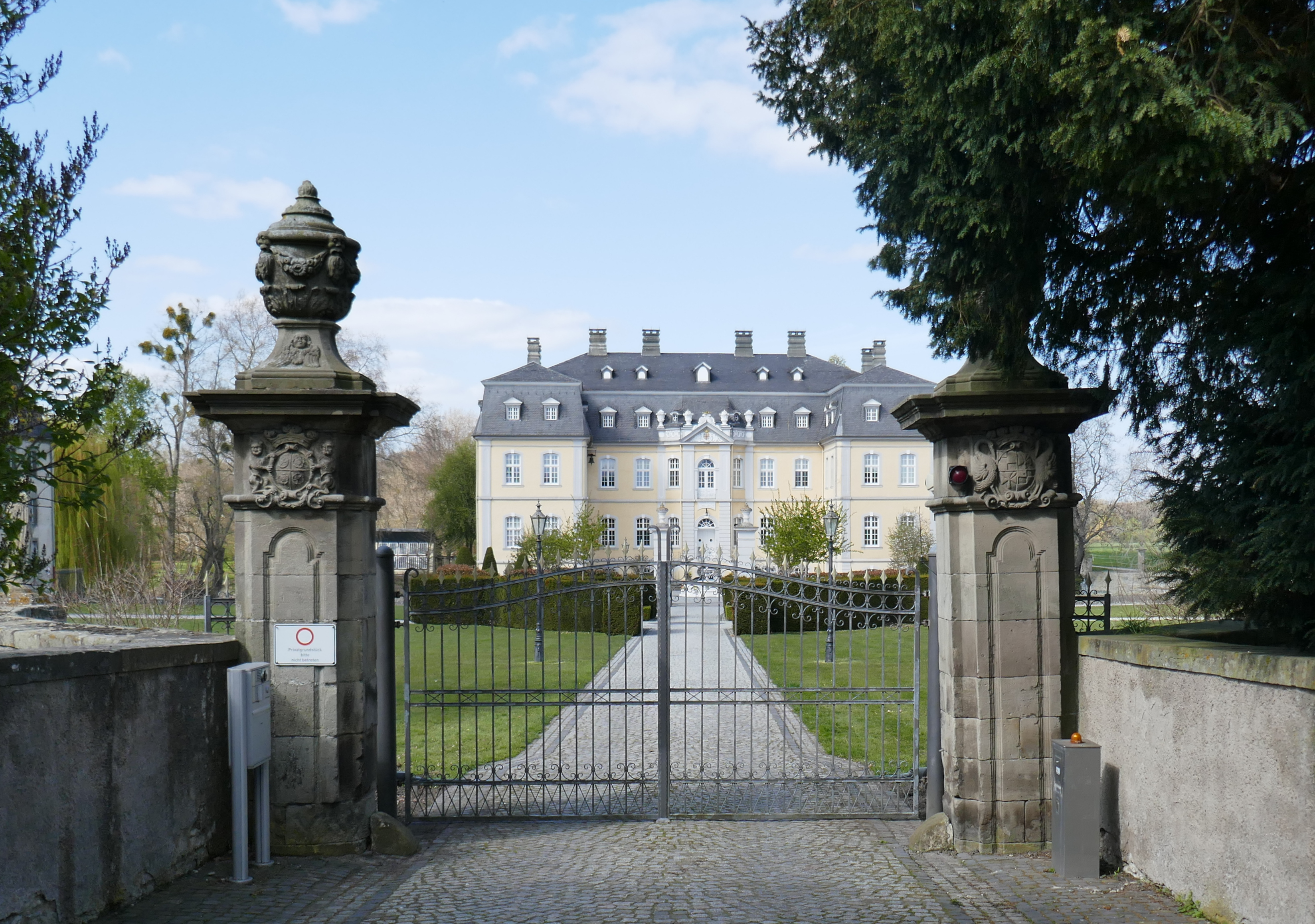
Zufahrt mit verziertem Tor